# Pleurosicya plicata
Pleurosicya plicata är en fiskart som beskrevs av Larson, 1990. Pleurosicya plicata ingår i släktet Pleurosicya och familjen smörbultsfiskar. Inga underarter finns listade i Catalogue of Life.